# Méthode de discrétisation du gradient

Solutions exacte (trait noir) et approchée (trait bleu) du problème du p-laplacien avec p=4 sur le domaine [0,1], au moyen de la méthode de Galerkine discontinue plongée dans le cadre de la MDG (maillage de 6 mailles de pas constant).

En analyse numérique, la méthode de discrétisation du gradient (MDG) est un cadre incluant des schémas numériques classiques et récents pour approcher une variété de problèmes de type diffusion, qu'ils soient linéaires ou non, transitoires ou stationnaires. Ces schémas peuvent être conformes ou non, et peuvent être basés sur une discrétisation en espace polygonale ou polyédrique (mais on peut aussi considérer des méthodes d'approximation sans maillage).
La preuve de la convergence d'un schéma élaboré au moyen de la MDG, pour approcher un problème elliptique ou parabolique linéaire ou non, repose sur un petit nombre de propriétés. Dans le cas d'un problème linéaire (stationnaire ou transitoire), il est possible d'établir une estimation d'erreur à l'aide de trois indicateurs propres à la MDG. Dans le cas de certains problèmes non-linéaires, les preuves font appel à des techniques de compacité, sans pour autant nécessiter d'hypothèse forte sur la régularité de la solution du problème continu. Les modèles non-linéaires pour lesquels une telle preuve de convergence de la MDG a pu être établie sont par exemple le problème de Stefan (qui modélise un matériau changeant d'état thermodynamique), les écoulements diphasiques en milieu poreux, l'équation de Richards (qui modélise l'écoulement de l'eau dans les sous-sols en présence d'air), le modèle de Leray—Lions.
Pour ces problèmes, il suffit qu'un schéma numérique entre dans le cadre de la MDG  pour que la preuve de sa convergence soit établie. Cela s'applique ainsi aux méthodes de type Galerkine, aux éléments finis mixtes, aux éléments finis non conformes, et, dans le cas de schémas numériques plus récents, aux méthodes de Galerkine  discontinues, aux méthodes hybrides mixtes mimétiques éventuellement nodales, à certaines méthodes de volumes finis en dualité discrète, et à certains schémas d'approximation multi-points des flux.

## Un exemple: un problème de diffusion linéaire
On considère l'équation de Poisson dans un domaine ouvert borné {\displaystyle \Omega \subset \mathbb {R} ^{d}}, avec des conditions aux limites de Dirichlet homogènes
{\displaystyle \quad (1)\qquad \qquad -\Delta {\overline {u}}=f,}
dans laquelle {\displaystyle f\in L^{2}(\Omega )}. La solution de ce modèle au sens faible usuel est caractérisée par :
{\displaystyle \quad (2)\qquad \quad {\begin{aligned}&&{\mbox{Trouver }}{\overline {u}}\in H_{0}^{1}(\Omega ){\mbox{ tel que, pour tout }}{\overline {v}}\in H_{0}^{1}(\Omega ),\\&&\int _{\Omega }\nabla {\overline {u}}(x)\cdot \nabla {\overline {v}}(x)dx=\int _{\Omega }f(x){\overline {v}}(x)dx.\end{aligned}}}
D'une manière générale, la MDG pour un tel modèle revient à définir un espace vectoriel de dimension finie, ainsi que deux opérateurs linéaires de reconstruction (l'un pour la fonction, l'autre pour son gradient), et à substituer ces objets discrets aux objets continus correspondants dans (2). Ainsi, la MDG passe par la définition d'une Discrétisation de Gradient (DG), définie par un triplet {\displaystyle D=(X_{D,0},\Pi _{D},\nabla _{D})}, dans lequel :
- l'ensemble des inconnues discrètes {\displaystyle X_{D,0}} est un espace vectoriel de dimension finie (a priori sur le corps des réels),
- l'opérateur de reconstruction de la fonction {\displaystyle \Pi _{D}~:~X_{D,0}\to L^{2}(\Omega )} est une application linéaire donnant, pour tout élément de {\displaystyle X_{D,0}}, une fonction sur {\displaystyle \Omega },
- l'opérateur de reconstruction du gradient {\displaystyle \nabla _{D}~:~X_{D,0}\to L^{2}(\Omega )^{d}} est une application linéaire donnant, pour tout élément de {\displaystyle X_{D,0}}, une fonction vectorielle sur {\displaystyle \Omega } destinée à approcher le gradient de la fonction. Une propriété requise sur la reconstruction du gradient est que {\displaystyle \Vert \nabla _{D}\cdot \Vert _{L^{2}(\Omega )^{d}}} définisse une norme sur {\displaystyle X_{D,0}}.

Le "schéma gradient" résultant pour l'approximation de (2) est donné par : 
{\displaystyle \quad (3)\qquad \qquad {\begin{aligned}&&{\mbox{Trouver }}u\in X_{D,0}{\mbox{ tel que, pour tout }}v\in X_{D,0},\\&&\int _{\Omega }\nabla _{D}u(x)\cdot \nabla _{D}v(x)dx=\int _{\Omega }f(x)\Pi _{D}v(x)dx.\end{aligned}}}
La MDG aboutit dans ce cas à une méthode d'approximation non conforme du problème (2), incluant les méthodes d'éléments finis non conformes. Il est important de remarquer que le cadre des MDG est cependant plus large, car il contient des méthodes qui ne peuvent pas être vues comme des éléments finis non conformes, par exemple pour lesquelles la fonction {\displaystyle \nabla _{D}u} ne peut pas être obtenue à partir de la fonction {\displaystyle \Pi _{D}u}.
L'estimation d'erreur ci-dessous est inspirée du second lemme de Strang :
{\displaystyle \quad (4)\qquad \qquad W_{D}(\nabla {\overline {u}})\leq \Vert \nabla {\overline {u}}-\nabla _{D}u_{D}\Vert _{L^{2}(\Omega )^{d}}\leq W_{D}(\nabla {\overline {u}})+2S_{D}({\overline {u}}),}
et
{\displaystyle \quad (5)\qquad \qquad \left\|{\overline {u}}-\Pi _{D}u_{D}\right\|_{L^{2}(\Omega )}\leq C_{D}W_{D}(\nabla {\overline {u}})+(C_{D}+1)S_{D}({\overline {u}}),}
en définissant :
{\displaystyle \quad (6)\qquad \qquad C_{D}=\max _{v\in X_{D,0}\setminus \{0\}}{\frac {\Vert \Pi _{D}v\Vert _{L^{2}(\Omega )}}{\Vert \nabla _{D}v\Vert _{L^{2}(\Omega )^{d}}}},}
qui est une mesure de la coercivité (constante de Poincaré discrète),
{\displaystyle \quad (7)\qquad \qquad \forall \varphi \in H_{0}^{1}(\Omega ),\,S_{D}(\varphi )=\min _{v\in X_{D,0}}\left(\Vert \Pi _{D}v-\varphi \Vert _{L^{2}(\Omega )}+\Vert \nabla _{D}v-\nabla \varphi \Vert _{L^{2}(\Omega )^{d}}\right),}
qui est une mesure de l'erreur d'interpolation,
{\displaystyle \quad (8)\qquad \qquad \forall \varphi \in H_{\operatorname {div} }(\Omega ),\,W_{D}(\varphi )=\max _{v\in X_{D,0}\setminus \{0\}}{\frac {\left|\int _{\Omega }\left(\nabla _{D}v(x)\cdot \varphi (x)+\Pi _{D}v(x)\operatorname {div} \varphi (x)\right)\,dx\right|}{\Vert \nabla _{D}v\Vert _{L^{2}(\Omega )^{d}}}},}
qui est une mesure de l'erreur de conformité.
Il est alors possible d'établir les bornes inférieure et supérieure ci-dessous pour l'erreur du schéma
{\displaystyle \quad (9){\frac {1}{2}}[S_{D}({\overline {u}})+W_{D}(\nabla {\overline {u}})]\leq \left\Vert {\overline {u}}-\Pi _{D}u_{D}\right\Vert _{L^{2}(\Omega )}+\left\Vert \nabla {\overline {u}}-\nabla _{D}u_{D}\right\Vert _{L^{2}(\Omega )^{d}}\leq (C_{D}+2)[S_{D}({\overline {u}})+W_{D}(\nabla {\overline {u}})].}
Les propriétés nécessaires et suffisantes pour que la MDG converge sont ainsi, pour une famille de DGs, la coercivité, la DG-consistance et la conformité à la limite (dans les sens précisés dans le paragraphe suivant). De façon plus générale, ces trois propriétés sont suffisantes pour établir la convergence de la MDG pour des problèmes linéaires et pour certains problèmes non linéaires tels que celui du {\displaystyle p}-Laplacien. Pour des problèmes non linéaires de diffusion (avec ou non dégénérescence de l'opérateur de diffusion), des propriétés supplémentaires peuvent être nécessaires (voir paragraphe suivant).

## Propriétés permettant la convergence d'une MDG
Soit {\displaystyle (D_{m})_{m\in \mathbb {N} }} une famille de DGs, définies comme dans le paragraphe précédent (ces méthodes sont la plupart du temps associées à une suite de maillages dont le pas tend vers 0).
Coercivité
La suite {\displaystyle (C_{D_{m}})_{m\in \mathbb {N} }} (définie par (6)) est bornée.
DG-consistance
Pour tout {\displaystyle \varphi \in H_{0}^{1}(\Omega )}, {\displaystyle \lim _{m\to \infty }S_{D_{m}}(\varphi )=0} (défini par (7)).
Conformité à la limite
Pour tout {\displaystyle \varphi \in H_{\operatorname {div} }(\Omega )}, {\displaystyle \lim _{m\to \infty }W_{D_{m}}(\varphi )=0} (défini par (8)).
Cette propriété implique la propriété de coercivité.
Compacité (nécessaire pour certains problèmes non linéaires)
Pour toute suite {\displaystyle (u_{m})_{m\in \mathbb {N} }} telle que {\displaystyle u_{m}\in X_{D_{m},0}} pour tout  {\displaystyle m\in \mathbb {N} } et  {\displaystyle (\Vert u_{m}\Vert _{D_{m}})_{m\in \mathbb {N} }} reste borné, la suite {\displaystyle (\Pi _{D_{m}}u_{m})_{m\in \mathbb {N} }} est relativement compacte dans l'espace {\displaystyle L^{2}(\Omega )} (cette propriété implique également la propriété de coercivité).
Reconstruction constante par morceaux (nécessaire pour certains problèmes non linéaires)
L'opérateur {\displaystyle \Pi _{D}} est une reconstruction constante par morceaux s'il existe une base {\displaystyle (e_{i})_{i\in B}} de {\displaystyle X_{D,0}} et une famille de sous-ensembles disjoints {\displaystyle (\Omega _{i})_{i\in B}} de {\displaystyle \Omega } tels que {\displaystyle \Pi _{D}u=\sum _{i\in B}u_{i}\chi _{\Omega _{i}}} pour tout {\displaystyle u=\sum _{i\in B}u_{i}e_{i}\in X_{D,0}}, où {\displaystyle \chi _{\Omega _{i}}} est la fonction caractéristique de {\displaystyle \Omega _{i}}.

## Quelques problèmes non linéaires pour lesquels la MDG converge
Il existe plusieurs problèmes pour lesquels une preuve de la convergence de la MDG a été établie lorsque certaines ou la totalité des propriétés ci-dessus sont satisfaites. On précisera pour chaque cas les propriétés nécessaires.

### Problèmes de diffusion stationnaire non linéaire
{\displaystyle -\operatorname {div} (\Lambda ({\overline {u}})\nabla {\overline {u}})=f}
Pour ce problème, les propriétés nécessaires à la preuve de la convergence de la MDG sont la coercivité, la DG-consistance, la conformité à la limite et la compacité.

### Problème dup-laplacien avecp> 1
{\displaystyle -\operatorname {div} (|\nabla {\overline {u}}|^{p-2}\nabla {\overline {u}})=f}
Pour ce problème, il convient de remplacer {\displaystyle L^{2}(\Omega )}  par {\displaystyle L^{p}(\Omega )}, {\displaystyle H_{0}^{1}(\Omega )} par {\displaystyle W_{0}^{1,p}(\Omega )}  et {\displaystyle H_{\operatorname {div} }(\Omega )} par {\displaystyle W_{\operatorname {div} }^{p'}(\Omega )} avec {\displaystyle {\frac {1}{p}}+{\frac {1}{p'}}=1}, dans l'écriture des propriétés que la MDG doit vérifier. La convergence de la MDG est alors prouvée en supposant que les propriétés de coercivité, de DG-consistance et de conformité à la limite sont vérifiées.

### Équation de la chaleur linéaire et non linéaire
{\displaystyle \partial _{t}{\overline {u}}-\operatorname {div} (\Lambda ({\overline {u}})\nabla {\overline {u}})=f}
Dans ce cas, la convergence de la MDG repose sur l'hypothèse que les propriétés de coercivité, de DG-consistance (étendue aux problèmes d'évolution), de conformité à la limite et de compacité (dans le cas non linéaire) sont satisfaites.

### Problèmes paraboliques dégénérés
En supposant que {\displaystyle \beta } et {\displaystyle \zeta } sont deux fonctions lipschitziennes croissantes au sens large, ce problème s'écrit :
{\displaystyle \partial _{t}\beta ({\overline {u}})-\Delta \zeta ({\overline {u}})=f.}
Dans ce cas, la propriété de reconstruction constante par morceaux est nécessaire en plus des propriétés nécessaires aux problèmes de diffusion non linéaire.

## Des méthodes numériques qui sont des MDG
Toutes les méthodes listées ci-dessous satisfont les premières quatre propriétés d'une MDG (coercivité, DG-consistance, conformité à la limite et compacité), et dans certains cas la cinquième (reconstruction constante par morceaux).

### Méthode de Galerkineet d'éléments finis conformes
Soit {\displaystyle V_{h}\subset H_{0}^{1}(\Omega )} l'espace vectoriel engendré par la base finie  {\displaystyle (\psi _{i})_{i\in I}}. La méthode de Galerkine dans {\displaystyle V_{h}} est identique à la MDG définie par
- {\displaystyle X_{D,0}=\{u=(u_{i})_{i\in I}\}=\mathbb {R} ^{I},}
- {\displaystyle \Pi _{D}u=\sum _{i\in I}u_{i}\psi _{i}}
- {\displaystyle \nabla _{D}u=\sum _{i\in I}u_{i}\nabla \psi _{i}.}

Dans ce cas, la grandeur {\displaystyle C_{D}} est la constante de l'inégalité de Poincaré continue, et, pour tout {\displaystyle \varphi \in H_{\operatorname {div} }(\Omega )}, {\displaystyle W_{D}(\varphi )=0} (défini par (8)). Alors (4) et (5) sont déduits du lemme de Céa.
La technique dite de condensation de la masse pour une méthode d'éléments finis conforme est simplement décrite dans le cadre de la MDG, car elle consiste alors à remplacer {\displaystyle \Pi _{D}u} par  {\displaystyle {\widetilde {\Pi }}_{D}u=\sum _{i\in I}u_{i}\chi _{\Omega _{i}}}, où {\displaystyle \Omega _{i}} est une maille duale associée au degré de liberté {\displaystyle i\in I}. On obtient ainsi une DG satisfaisant la propriété de reconstruction constante par morceaux.

### Éléments finis non conformes
Sur un maillage conforme de triangles ou de tétraèdres, la méthode d'éléments finis {\displaystyle P^{1}} non conformes est définie par l'espace des fonctions affines par élément et continues au centre de gravité des faces du maillage (ces éléments finis sont en particulier utilisés par [Crouzeix et al] pour l'approximation des problèmes de Stokes et de  Navier-Stokes). La méthode est alors une DG, en définissant la reconstruction du gradient au sein de chaque maille par le gradient de la fonction affine dans cette maille.

### Éléments finis mixtes
La méthode des éléments finis mixtes repose sur la définition de deux espaces discrets, destinés l'un à l'approximation de {\displaystyle \nabla {\overline {u}}} et l'autre à l'approximation de {\displaystyle {\overline {u}}}. Il suffit alors d'utiliser les relations discrètes entre ces approximations pour définir une DG. Les éléments finis de Raviart–Thomas de plus bas degré conduisent alors à la propriété de reconstruction constante par morceaux.

### Méthode de Galerkine discontinue
La méthode de Galerkine discontinue pour des problèmes de diffusion consiste à approcher la solution par une fonction polynomiale par morceau, sans contraintes sur la discontinuité de la fonction qui en résulte sur les faces du maillage. Cette méthode peut alors être vue comme une DG en définissant une régularisation du gradient de la fonction au sens des distributions.

### Différences finies mimétiques et nodales
Ces familles de méthodes ont été introduites par [Brezzi et al] et étudiées plus complètement dans [Lipnikov et al]. Elles s'appliquent à des maillages polygonaux ou polyédriques généraux. L'identification de ces méthodes comme DGs est faite dans [Droniou et al].